# Kabinett Horn

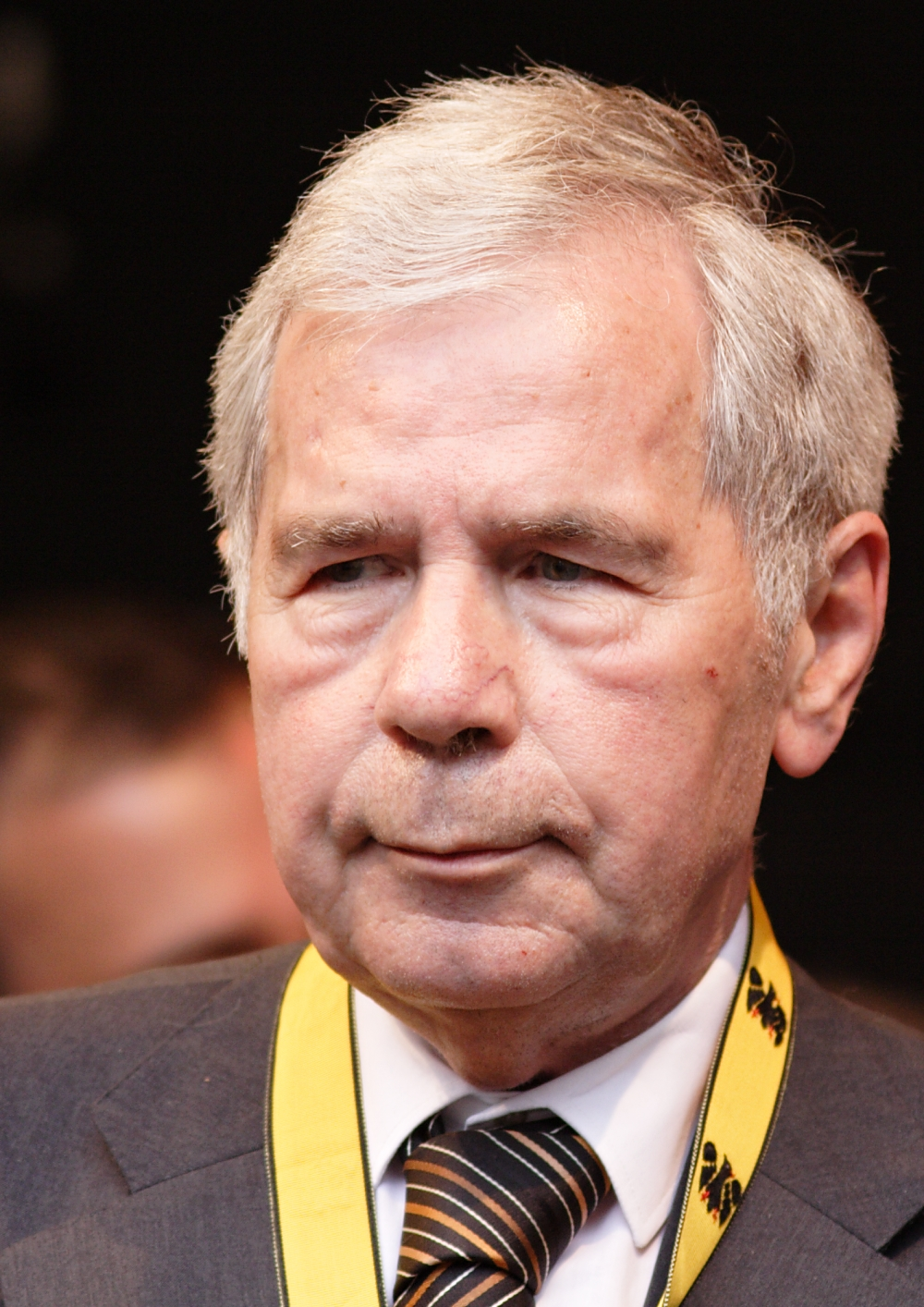
Ministerpräsident Gyula Horn.

Das Kabinett Horn war die Regierung von Ungarn von 1994 bis 1998. Sie wurde am 15. Juli 1994 von Ministerpräsident Gyula Horn gebildet und löste das Kabinett Boross ab. Dem Kabinett gehörten Minister der Ungarischen Sozialistischen Partei MSzP (Magyar Szocialista Párt) und des Bundes Freier Demokraten SzDSz (Szabad Demokraták Szövetsége) an. Das Kabinett Horn blieb bis zum 6. Juli 1998 im Amt und wurde daraufhin vom Kabinett Orbán I abgelöst. 
Am 18. Februar 1996 gab Finanzminister Lajos Bokros seinen Rücktritt mit Wirkung zum 29. Februar bekannt. Am 26. Februar 1996 wurde Péter Medgyessy zu seinem Nachfolger ernannt. In der ersten Runde der Parlamentswahlen am 10. Mai 1998 führten die Sozialisten MSzP mit etwa 32 Prozent der Stimmen, gefolgt von der Fidesz – Ungarischer Bürgerbund FIDESZ (Fidesz – Magyar Polgári Szövetség) mit etwa 28 Prozent, der rechtsgerichteten Unabhängigen Kleinlandwirte-, Landarbeiter- und Bürger-Partei FGKP (Független Kisgazda-, Földmunkás- és Polgári Párt) mit etwa 14 Prozent und dem Bund Freier Demokraten SzDSz (Szabad Demokraták Szövetsége) mit etwa acht Prozent. Die zweite Runde der Parlamentswahlen fand am 24. Mai 1996 statt und die von Viktor Orbán angeführte FIDESZ ging mit 38,3 Prozent der Stimmen als Sieger hervor. Sie verfügte über 148 von 386 Sitzen im Parlament (Országgyűlés), verglichen mit 134 für die MSzP, 48 für die FGKP und 24 für die SZDSZ. Das Parlament bestätigte Viktor Orbán am 6. Juli 1998 mit 222 gegen 119 Stimmen als neuen Ministerpräsidenten, woraufhin das neue Kabinett am 8. Juli 1998 vereidigt wurde.

## Mitglieder des Kabinetts
Dem Kabinett gehörten folgende Personen an:
| Amt                                                 | Amtsinhaber                                          | Partei                            | Beginn der Amtszeit                                            | Ende der Amtszeit                                           |
| --------------------------------------------------- | ---------------------------------------------------- | --------------------------------- | -------------------------------------------------------------- | ----------------------------------------------------------- |
| Ministerpräsident                                   | Gyula Horn                                           | MSzP                              | 15. Juli 1994                                                  | 6. Juli 1998                                                |
| Stellvertretender Ministerpräsident Innenminister   | Gábor Kuncze                                         | SzDSz                             | 15. Juli 1994                                                  | 6. Juli 1998                                                |
| Außenminister                                       | László Kovács                                        | MSzP                              | 15. Juli 1994                                                  | 6. Juli 1998                                                |
| Finanzminister                                      | László Békesi Lajos Bokros Péter Medgyessy           | MSzP                              | 15. Juli 1994 1. März 1995 26. Februar 1996                    | 28. Februar 1995 18. Februar 1996 6. Juli 1998              |
| Minister für Industrie und Handel                   | László Pál Imre Dunai Tamás Suchman Szabolcs Fazekas | MSzP Parteiloser MSzP Parteiloser | 15. Juli 1994 16. Juli 1995 6. September 1996 29. Oktober 1996 | 15. Juli 1995 15. August 1996 15. Oktober 1996 6. Juli 1998 |
| Minister für Verkehr und Fernmeldewesen             | Károly Lotz                                          | SzDSz                             | 15. Juli 1994                                                  | 6. Juli 1998                                                |
| Landwirtschaftsminister                             | László Lakos Frigyes Nagy                            | MSzP SzDSz                        | 15. Juli 1994 17. Dezember 1996                                | 28. November 1996 6. Juli 1998                              |
| Arbeitsminister                                     | Magda Kósáné Kovács Péter Kiss                       | MSzP                              | 15. Juli 1994 1. Dezember 1995                                 | 30. November 1995 6. Juli 1998                              |
| Minister für Umweltschutz und Raumordnung           | Ferenc Baja                                          | MSzP                              | 15. Juli 1994                                                  | 6. Juli 1998                                                |
| Verteidigungsminister                               | György Keleti                                        | MSzP                              | 15. Juli 1994                                                  | 6. Juli 1998                                                |
| Justizminister                                      | Pál Vastagh                                          | MSzP                              | 15. Juli 1994                                                  | 6. Juli 1998                                                |
| Minister für Bildung und Kultur                     | Gábor Fodor Bálint Magyar                            | SzDSz                             | 15. Juli 1994 1. Januar 1996                                   | 31. Dezember 1995 6. Juli 1998                              |
| Minister für Volkswohlfahrt                         | Pál Kovács György Szabó Mihály Kökény                | MSzP                              | 15. Juli 1994 3. April 1995 17. Dezember 1996                  | 17. März 1995 6. November 1996 6. Juli 1998                 |
| Minister ohne Geschäftsbereich für Geheimdienste    | Béla Katona István Nikolits                          | MSzP                              | 15. Juli 1994 1. April 1995                                    | 31. März 1995 6. Juli 1998                                  |
| Minister ohne Geschäftsbereich für Privatisierungen | Tamás Suchman Judit Csiha                            | MSzP                              | 1. März 1995 29. Oktober 1996                                  | 15. Oktober 1996 6. Juli 1998                               |